# Inferno (альбом Entombed)
Inferno (рус. Ад) — восьмой студийный альбом шведской дэт-металлической группы Entombed, был выпущен в августе 2003 года на лейбле Music for Nations.

## Об альбоме
Inferno один из спорных в творчестве ENTOMBED. Inferno не мог бы понравиться преданным поклонникам группы, ищущим «специализированное» возвращение к дэт-металу. Не взволновал бы он и тех, кто любит больше, чем одно «измерение» в их металле. Однако несмотря на это очевидным остаётся одно — подача материала в Inferno, которая всё ещё жёстче и «страшнее», чем 99 процентов металла в 21-м веке, что позволяет понять ценность группы для этого жанра музыки, и ставит её в один ряд с дэт-метал-группами 80-х.
На песни из этого альбома — «Retaliation» и «Albino Flogged in Black» были сняты видеоклипы.

## Список композиций
1. «Retaliation» — 3:55
2. «The Fix Is In» — 3:15
3. «Incinerator» — 3:00
4. «Children of the Underworld» — 4:04
5. «That’s When I Became a Satanist» — 3:02
6. «Nobodaddy» — 3:01
7. «Intermission» — 2:10
8. «Young & Dead» — 3:05
9. «Descent Into Inferno» — 4:45
10. «Public Burning» — 3:41
11. «Flexing Muscles» — 4:00
12. «Skeleton of Steel» — 3:07
13. «Night for Day» — 4:48

Через год альбом Inferno был переиздан Threeman Records и Candlelight Records на двух дисках. Второй диск имел название Averno и состоял из следующих композиций:
1. «When Humanity’s Gone» — 4:17
2. «There are Horrors of 1000 Nightmares» — 3:26
3. «Random Guitar» — 2:48
4. «Retaliation» (Video Edit) — 3:23
5. «Albino Flogged in Black» (Video Edit) — 4:26
6. «Retaliation» (Video)
7. «Albino Flogged in Black» (Video)

## Участники записи
- Lars Göran Petrov — вокал
- Alex Hellid — гитара
- Uffe Cederlund — гитара
- Jörgen Sandström — бас-гитара
- Peter Stjärnvind — ударные